# كراتيفة أليفة الرطوبة
كراتيفة أليفة الرطوبة (الاسم العلمي:Crateva hygrophila) هي نوع من النباتات تتبع جنس الكراتيفة من الفصيلة القبارية.